# ريكي لي كوكس
ريكي لي كوكس (بالإنجليزية: Ricky Lee Cox)‏ هو طبيب أسنان وسياسي أمريكي، ولد في 6 يوليو 1958 في كامبلسفيل في الولايات المتحدة. حزبياً، نشط في الحزب الجمهوري.